# 方定煥
方 定煥（パン・ジョンファン、방정환、1899年11月9日 – 1931年7月23日）は、近代朝鮮の小説家である。本貫は温陽方氏。現在のソウル特別市出身。雅号小波。
 

## 略歴
善隣商業学校卒業後、東学に入信し、孫秉煕の女婿となる。普成専門学校（高麗大学校）に通い、三・一運動では謄写版の「独立新聞」を配布し逮捕される。釈放後は日本に行き、東京の東洋大学の哲学科で児童文学と児童心理学を学んだ。1923年、朝鮮で最初の児童文化団体であるセクトン会を組織して、子供運動を積極的に展開した。1923年、朝鮮では初めて純粋児童雑誌である『オリニ(子供)』を創刊して活動した。
児童のための様々な社会活動を行い、民族啓蒙や児童文学においても先駆的な業績を残した。方定煥の創作童謡などは、天使主義的な児童観に基づいた感傷的な童心主義が主になっている。これは、伝統的な儒教思想の中で人権が保障されていない子供に対する愛情の表現だといえる。
彼の文学活動は、民族を近代化して失われた主権を取り戻そうとする独立運動であり、民族運動でもあった。特に、セクトン会を通した活動は、封建主義と日本帝国の弾圧に苦しんでいる子供に希望と勇気を与え、社会的な地位も高めるなどして貢献した。

## 受賞歴
- 1978年、金冠文化勲章
- 1980年、建国勲章

## 主な作品
- 1922年、翻案童謡集『사랑의 선물』(愛のプレゼント)[3]
- 1940年、『소파전집』 (小波全集)
- 1947年、『소파 동화독본』(小波の童話読本)
- 1974年、『소파 아동문학전집 전8권』(小波の児童文学全集全８巻)
- 1962年、소년소설 『77단의 비밀』(77段の秘密)
- 1962年、순정소설 『동생을 찾으러』(弟を捜しに)